# Saud ibn Faisal

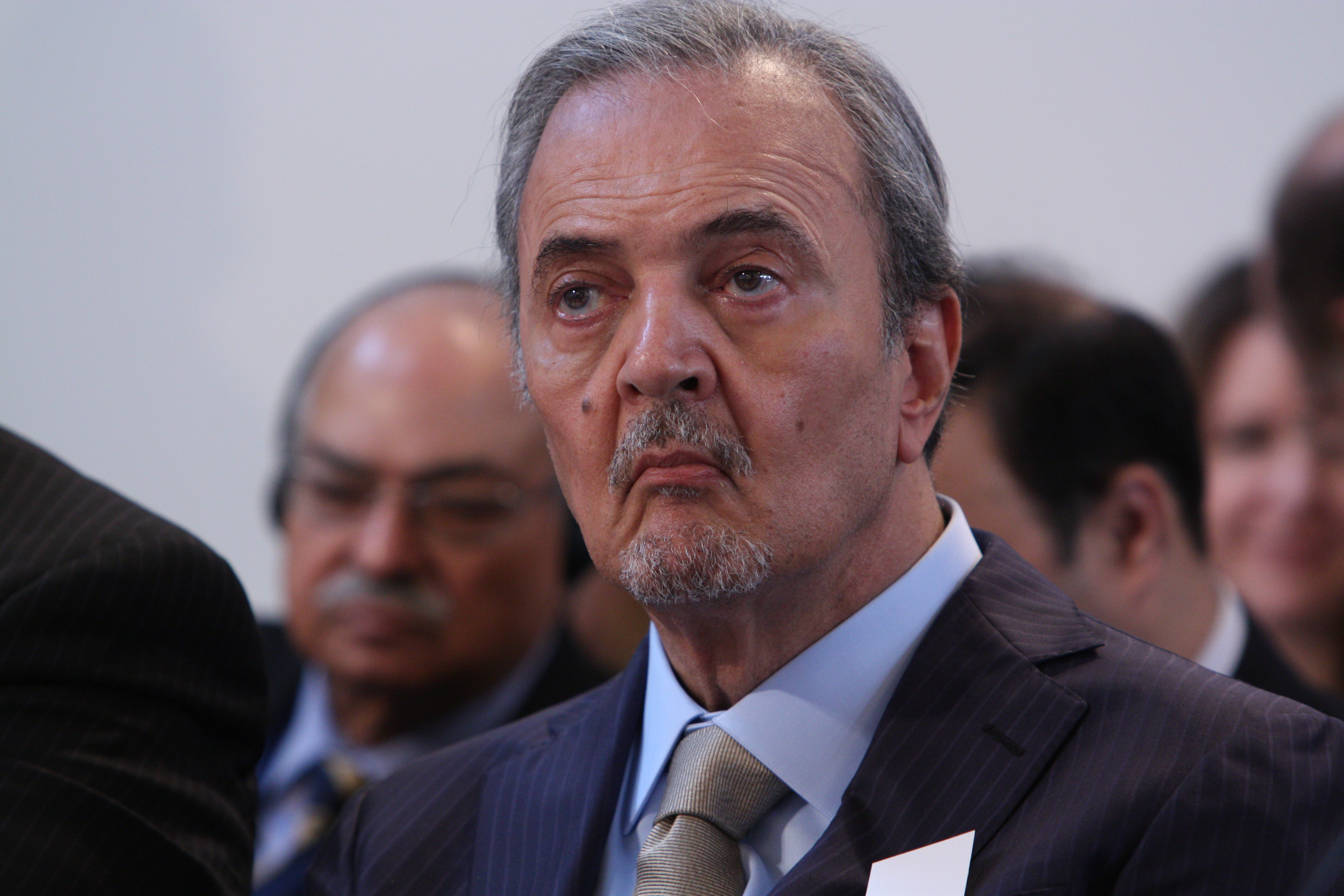
Prinz Saud ibn Faisal (2012)

Prinz Saud bin Faisal bin Abdulaziz Al Saud (arabisch سعود بن فيصل بن عبد العزيز آل سعود, DMG Saʿūd b. Faiṣal b. ʿAbd al-ʿAzīz Āl Saʿūd; auch Saud Al Faisal; * 2. Januar 1940 in Ta'if; † 9. Juli 2015 in Los Angeles, Kalifornien) war ein Mitglied der königlichen Familie der Saud. Er war von 1975 bis 2015 Außenminister des Königreichs Saudi-Arabien.

## Biografie
Prinz Saud, Sohn des späteren Königs Faisal ibn Abd al-Aziz und dessen einflussreicher Ehefrau Effat Al-Thuniyyan, studierte Wirtschaftswissenschaften an der Princeton University und schloss dieses Studium 1964 mit einem Bachelor of Science (B.Sc.) ab. An der Princeton University war er Mitglied des exklusiven The Ivy Club.
Nach seiner Rückkehr nach Saudi-Arabien wurde er zunächst Wirtschaftsberater im Ministerium für Erdöl und Mineralische Ressourcen und danach Leiter der Abteilung für Erdölbeziehungen bei PETROMIN, der Dachorganisation für Erdöl und Mineralische Ressourcen. Am 22. Februar 1970 wurde er erst Stellvertretender Gouverneur für Planungsangelegenheiten von PETROMIN und anschließend am 15. Juni 1971 Stellvertretender Minister für Erdöl und Mineralische Ressourcen und damit engster Mitarbeiter des langjährigen Ministers Ahmed Zaki Yamani.
Am 13. Oktober 1975 wurde er durch Dekret von König Chalid ibn Abd al-Aziz zum Außenminister ernannt und übte dieses Amt bis 2015 aus. Er war damit zuletzt der am längsten amtierende Außenminister der Welt und diente nach König Khalid auch den Königen Fahd, Abdullah und Salman.

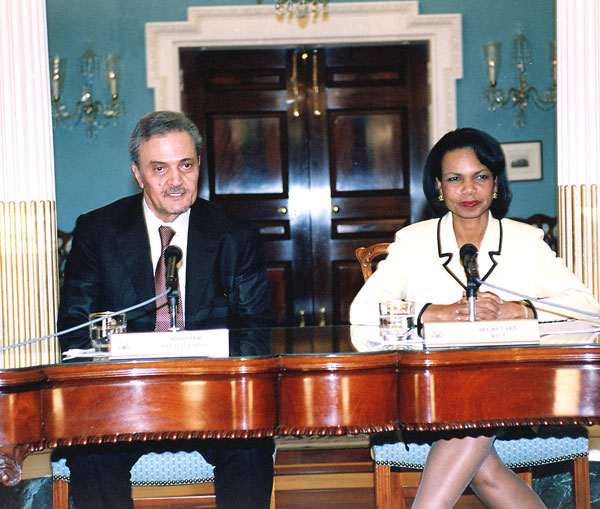
Prinz Saud mit US-Außenministerin Condoleezza Rice (2006)

In einem Interview mit der Financial Times äußerte er sich im März 1998 zum Friedensprozess zwischen Israel und Palästina sowie zur Situation im Irak und zu den Beziehungen Saudi-Arabiens zu den USA.
Auf Einladung der Körber-Stiftung sprach er im November 2007 vor Mitgliedern des Deutschen Bundestages sowie Vertretern des Bundeskanzleramtes, des Auswärtigen Amtes und ausgewählter Think Tanks über Saudi-Arabiens Rolle im Nahen und Mittleren Osten und die regionalen Konflikte.
Einen Tag nach der Rede an die islamische Welt von US-Präsident Barack Obama am 4. Juni 2009 in Kairo gab Prinz Saud seine Einschätzung zu dieser Rede in einem Interview gegenüber dem amerikanischen Nachrichtenmagazin Newsweek.
Am 29. April 2015 wurde er von König Salman seines Amtes als Außenminister entbunden. Saud ibn Faisal hatte aus gesundheitlichen Gründen selbst um seine Entlassung gebeten. Er litt an Parkinson und Rückenschmerzen. In den letzten Jahren seines Lebens hatte er sich mehreren Operationen in den USA unterzogen. 
Laut den Panama Papers besaß er ein Unternehmen auf den Britischen Jungferninseln.
Er war mit seiner Cousine zweiten Grades al-Jawhara bint Faisal bin Abdullah bin Abdul Rahman Al Saud verheiratet und Vater von drei Töchtern und drei Söhnen. Seine Tochter Haifa ist mit Sultan, einem Sohn König Salmans, verheiratet.